# Rouillac (Charente)
Rouillac is een gemeente in het Franse departement Charente (regio Nouvelle-Aquitaine). De plaats maakt deel uit van het arrondissement Cognac. Op 1 januari 2016 werd de gemeente uitgebreid met de per die datum opgeheven gemeenten Plaizac en Sonneville, en op 1 januari 2019 met de per die datum opgeheven gemeente Gourville. Rouillac telde op 1 januari 2018 1.923 inwoners.
Rouillac is bekend door zijn veemarkt.

## Geschiedenis
De Romeinse weg Via Agrippa tussen Lyon en Saintes liep door de gemeente. In de plaats Les Bouchauds zijn resten van thermen en een theater gevonden. Ook werd er in Rouillac in de 19e eeuw een stenen beeldje van de Gallo-Romeinse godheid Epona opgegraven.

## Geografie
De oppervlakte van Rouillac bedroeg op 1 januari 2018 29,28 vierkante kilometer; de bevolkingsdichtheid was toen 65,7 inwoners per km².
De onderstaande kaart toont de ligging van Rouillac met de belangrijkste infrastructuur en aangrenzende gemeenten.

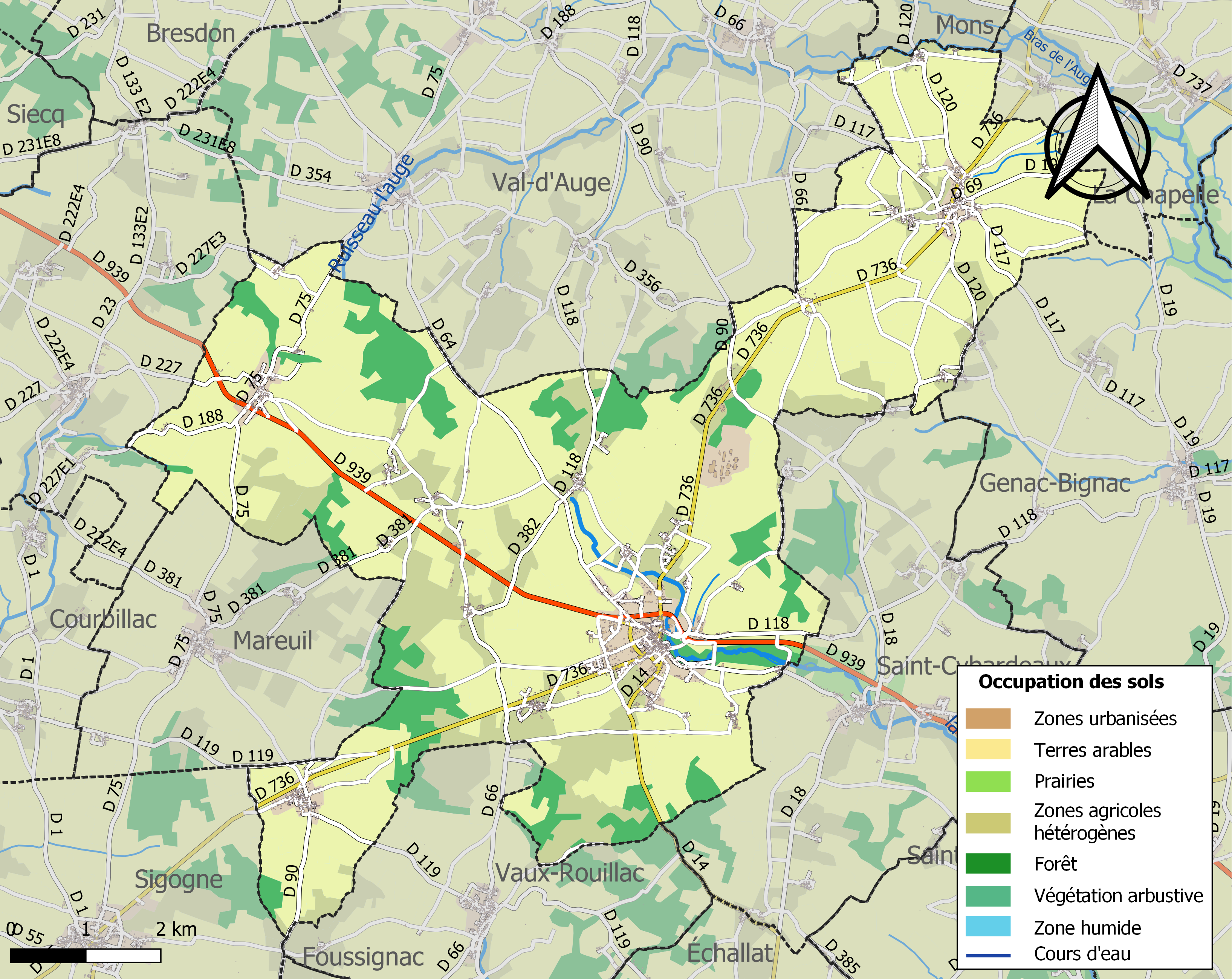

## Demografie
Onderstaande figuur toont het verloop van het inwonertal.